# Distrito de Étampes
El distrito de Étampes es un distrito (en francés arrondissement) de Francia, que se localiza en el departamento de Essonne, de la región de Isla de Francia (en francés Île-de-France). Cuenta con 6 cantones y 79 comunas.

## División territorial

### Cantones
Los cantones del distrito de Étampes son:
1. Cantón de Dourdan
2. Cantón de Étampes
3. Cantón de Étréchy
4. Cantón de La Ferté-Alais
5. Cantón de Méréville
6. Cantón de Saint-Chéron

### Comunas
| 1. Abbéville-la-Rivière (91001)    | 2. Angerville (91016)                  | 3. Angervilliers (91017)              | 4. Arrancourt (91022)             |
| 5. Authon-la-Plaine (91035)        | 6. Auvers-Saint-Georges (91038)        | 7. Baulne (91047)                     | 8. Blandy (91067)                 |
| 9. Bois-Herpin (91075)             | 10. Boissy-la-Rivière (91079)          | 11. Boissy-le-Cutté (91080)           | 12. Boissy-le-Sec (91081)         |
| 13. Boissy-sous-Saint-Yon (91085)  | 14. Bouray-sur-Juine (91095)           | 15. Boutervilliers (91098)            | 16. Boutigny-sur-Essonne (91099)  |
| 17. Bouville (91100)               | 18. Breuillet (91105)                  | 19. Breux-Jouy (91106)                | 20. Brières-les-Scellés (91109)   |
| 21. Brouy (91112)                  | 22. Cerny (91129)                      | 23. Chalo-Saint-Mars (91130)          | 24. Chalou-Moulineux (91131)      |
| 25. Chamarande (91132)             | 26. Champmotteux (91137)               | 27. Chatignonville (91145)            | 28. Chauffour-lès-Étréchy (91148) |
| 29. Congerville-Thionville (91613) | 30. Corbreuse (91175)                  | 31. D'Huison-Longueville (91198)      | 32. Dourdan (91200)               |
| 33. Estouches (91222)              | 34. La Ferté-Alais (91232)             | 35. Fontaine-la-Rivière (91240)       | 36. La Forêt-Sainte-Croix (91248) |
| 37. La Forêt-le-Roi (91247)        | 38. Les Granges-le-Roi (91284)         | 39. Guigneville-sur-Essonne (91293)   | 40. Guillerval (91294)            |
| 41. Itteville (91315)              | 42. Janville-sur-Juine (91318)         | 43. Lardy (91330)                     | 44. Marolles-en-Beauce (91374)    |
| 45. Mauchamps (91378)              | 46. Mespuits (91399)                   | 47. Mondeville (91412)                | 48. Monnerville (91414)           |
| 49. Morigny-Champigny (91433)      | 50. Mérobert (91393)                   | 51. Méréville (91390)                 | 52. Ormoy-la-Rivière (91469)      |
| 53. Orveau (91473)                 | 54. Plessis-Saint-Benoist (91495)      | 55. Puiselet-le-Marais (91508)        | 56. Pussay (91511)                |
| 57. Richarville (91519)            | 58. Roinville (91525)                  | 59. Roinvilliers (91526)              | 60. Saclas (91533)                |
| 61. Saint-Chéron (91540)           | 62. Saint-Cyr-la-Rivière (91544)       | 63. Saint-Cyr-sous-Dourdan (91546)    | 64. Saint-Escobille (91547)       |
| 65. Saint-Hilaire (91556)          | 66. Saint-Maurice-Montcouronne (91568) | 67. Saint-Sulpice-de-Favières (91578) | 68. Saint-Yon (91581)             |
| 69. Sermaise (91593)               | 70. Souzy-la-Briche (91602)            | 71. Torfou (91619)                    | 72. Le Val-Saint-Germain (91630)  |
| 73. Valpuiseaux (91629)            | 74. Vayres-sur-Essonne (91639)         | 75. Videlles (91654)                  | 76. Villeconin (91662)            |
| 77. Villeneuve-sur-Auvers (91671)  | 78. Étampes (91223)                    | 79. Étréchy (91226)                   |                                   |